# Mitropacup 1974
De Mitropacup 1974 was de 34e editie van deze internationale beker en voorloper van de huidige Europacups.
De opzet van het toernooi was dit jaar gelijk aan die van de Mitropacup 1972 en van 1973. Zes clubs, uit Italië, Hongarije, Joegoslavië, Oostenrijk en Tsjecho-Slowakije, zouden weer in twee groepen van drie deelnemers een competitie spelen en de beide winnaars zouden in een finale de winnaar bepalen. Tatabánya Banyász was voor het tweede opeenvolgende jaar finalist en wist weer de cup mee naar huis te nemen.
 Groep A 
| Club              | Land               | Uitslagen | Land                | Club              |
| ----------------- | ------------------ | --------- | ------------------- | ----------------- |
| Tatabánya Banyász | Vlag van Hongarije | 1-0 , 1-1 | Vlag van Italië     | Lanerossi Vicenza |
| Tatabánya Banyász | Vlag van Hongarije | 5-2 , 1-0 | Vlag van Oostenrijk | FC Vorarlberg     |
| Lanerossi Vicenza | Vlag van Italië    | 0-0 , 3-1 | Vlag van Oostenrijk | FC Vorarlberg     |

 Klassement 
| Plaats | Club              | W : w - g - v | Punten | Doelsaldo |
| ------ | ----------------- | ------------- | ------ | --------- |
| 1      | Tatabánya Banyász | 4 : 3 - 1 - 0 | 7      | 8 - 3     |
| 2      | Lanerossi Vicenza | 4 : 1 - 2 - 1 | 5      | 4 - 3     |
| 3      | FC Vorarlberg     | 4 : 0 - 1 - 3 | 1      | 3 - 9     |

 Groep B 
| Club                       | Land               | Uitslagen | Land                 | Club                       |
| -------------------------- | ------------------ | --------- | -------------------- | -------------------------- |
| ZVL Žilina                 | Vlag van Tsjechië  | 1-3 , 5-1 | Vlag van Hongarije   | Videoton SC Székesfehérvár |
| ZVL Žilina                 | Vlag van Tsjechië  | 4-0 , 3-3 | Vlag van Joegoslavië | FK Sarajevo                |
| Videoton SC Székesfehérvár | Vlag van Hongarije | 1-3 , 3-1 | Vlag van Joegoslavië | FK Sarajevo                |

 Klassement 
| Plaats | Club                       | W : w - g - v | Punten | Doelsaldo |
| ------ | -------------------------- | ------------- | ------ | --------- |
| 1      | ZVL Žilina                 | 4 : 2 - 1 - 1 | 5      | 13 - 7    |
| 2      | Videoton SC Székesfehérvár | 4 : 2 - 0 - 2 | 4      | 8 - 10    |
| 3      | FK Sarajevo                | 4 : 1 - 1- 2  | 3      | 7 - 11    |

 Finale 
| WINNAAR           | Land               | Uitslagen | Land              | FINALIST   |
| ----------------- | ------------------ | --------- | ----------------- | ---------- |
| Tatabánya Banyász | Vlag van Hongarije | 3-2 , 2-0 | Vlag van Tsjechië | ZVL Žilina |

1927 · 1928 · 1929 · 1930 · 1931 · 1932 · 1933 · 1934 · 1935 · 1936 · 1937 · 1938 · 1939 · 1940 · 1951 · 1955 · 1956 · 1957 · 1958 · 1959 · 1960 · 1961 · 1962 · 1963 · 1964 · 1965 · 1966 · 1967 · 1968 · 1969 · 1970 · 1971 · 1972 · 1973 · 1974 · 1975 · 1976 · 1977 · 1978 · 1980 · 1981 · 1982 · 1983 · 1984 · 1985 · 1986 · 1987 · 1988 · 1989 · 1990 · 1991 · 1992